# Glottiphyllum

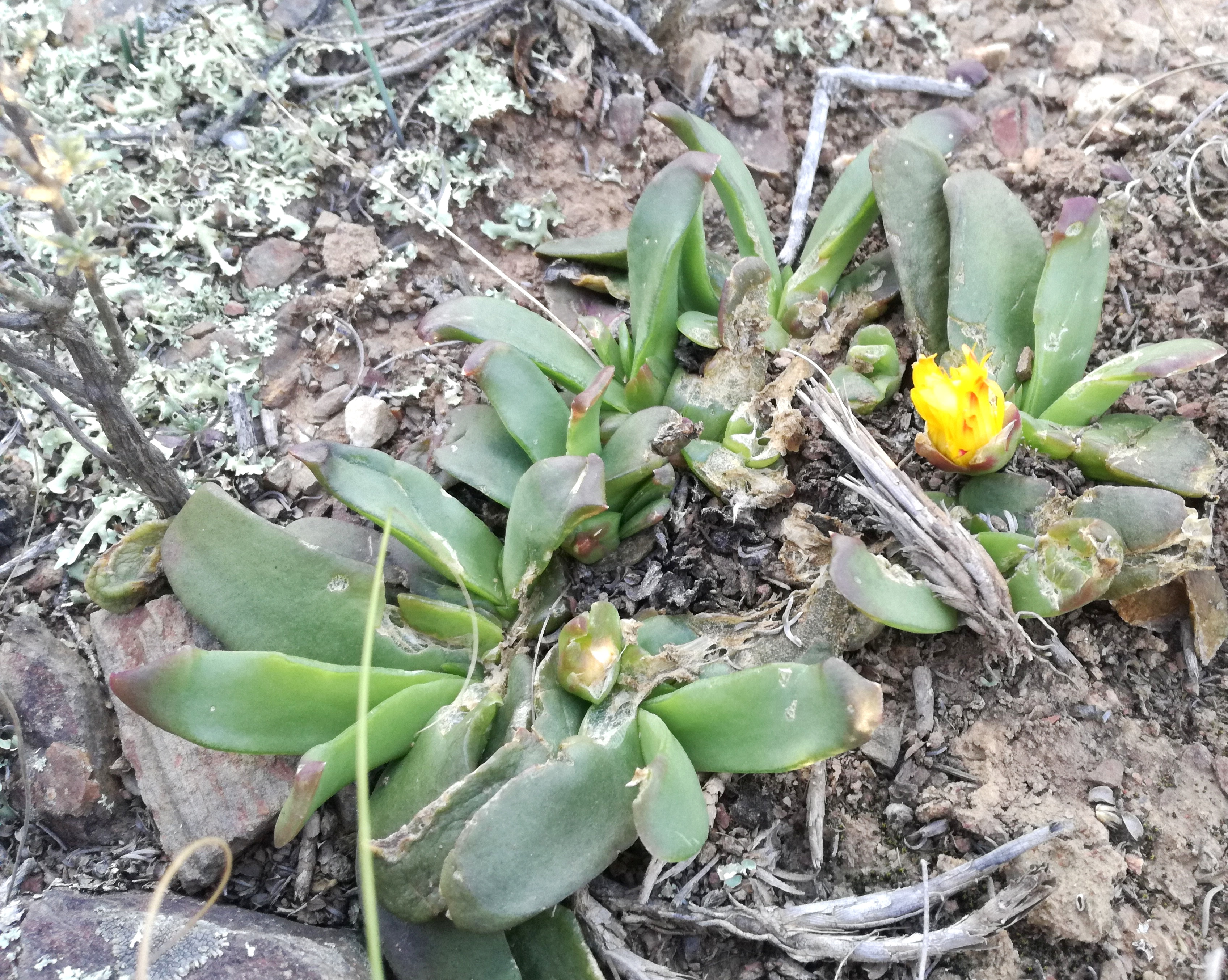
Glottiphyllum depressum

Glottiphyllum és un gènere amb 54 espècies de plantes suculentes que pertany a la família de les aïzoàcies (Aizoaceae). Són nadius de Sud-àfrica: Província del Cap i el desert de Karoo. Es troba a les pedres amb base de terra (pissarra, gres, quars) i a les roques. Les precipitacions que reben són entre 125 i 500 mm, especialment al març i al novembre.

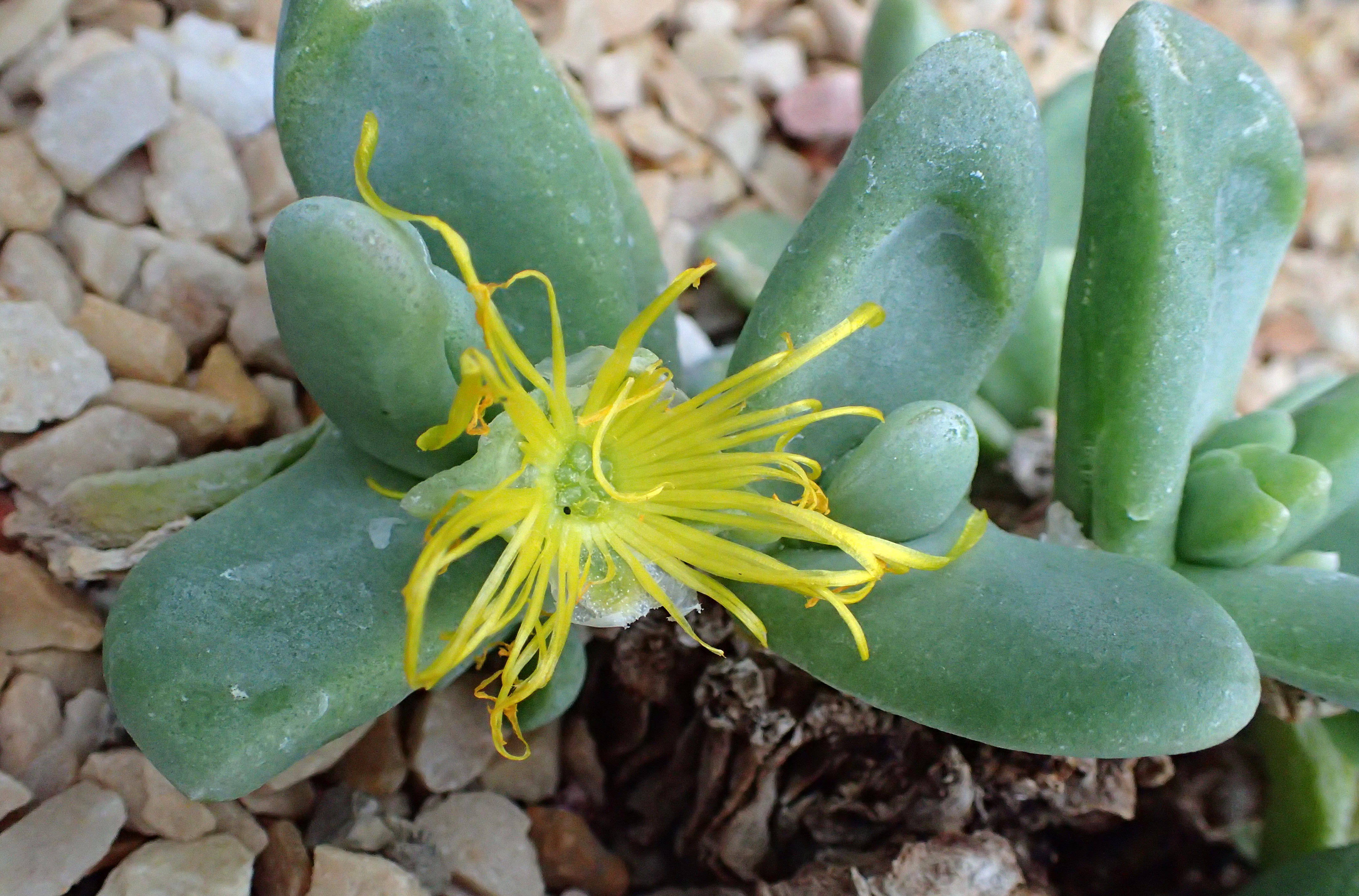
Glottiphyllum oligacarpo

## Descripció
Les plantes tenen fulles gruixudes i suaus disposada en parells postrades o rastreres. Tenen rizomes. Les flors són grogues amb pètals estrets, de vegades perfumades, de 5 cm de diàmetre, i apareixen a la tardor i hivern. Les espècies s'hibriden fàcilment, amb la creació de nous encreuaments.

## Taxonomia
El gènere va ser descrit per Adrian Hardy Haworth i publicat a Saxifragearum Enumeratio. . . accedunt revisiones plantarum succulentarum 105 a l'any 1821. L'espècie tipus és: Glottiphyllum linguiforme (L.) NEBr.
Etimologia
Glottiphyllum: nom genèric que prové del grec "γλωττίς" (glotis = llengua) i "φύλλον" (phyllos = fulla).
- Glottiphyllum carnosum NEBr.
- Glottiphyllum cruciatum (Haw.) NEBr.
- Glottiphyllum depressum (Haw.) NEBr.
- Glottiphyllum difforme (L.) NEBr.
- Glottiphyllum fergusoniae L. bolus
- Glottiphyllum fragrans
- Glottiphyllum grandiflorum (Haw.) NEBr.
- Glottiphyllum herrei
- Glottiphyllum linguiforme (L.) NEBr.
- Glottiphyllum longum (Haw.) NEBr.
- Glottiphyllum muiri
- Glottiphyllum neilii NEBr.
- Glottiphyllum nelii Schwantes
- Glottiphyllum oligocarpum L. bolus
- Glottiphyllum parvifolium
- Glottiphyllum peersii L. bolus
- Glottiphyllum platycarpum
- Glottiphyllum pygmaeum
- Glottiphyllum regium NEBr.
- Glottiphyllum salmii (Haw.) bolus L.
- Glottiphyllum semicylindricum
- Glottiphyllum starkeae
- Glottiphyllum suave NEBr.
- Glottiphyllum surrectum (Haw.) bolus L.